# Team Dresch
Team Dresch sono un gruppo musicale alternative rock riot grrrl di Portland, originariamente formatosi ad Olympia, nel 1993 ed inizialmente attivo fino al 1998. Nel 1995 la band ha pubblicato il primo album, dal titolo Personal Best seguito, nel 1996, dal secondo album Captain My Captain. Nel 2004 la band si è riunita e ha continuato ad esibirsi fino al 2019. Parte attiva del movimento DIY e queercore americano, le Team Dresch rappresentano l'ala lesbica del movimento riot grrrl.

## Storia
Capitanate dalla chitarrista Donna Dresch, fondatrice della band e anima della scena queercore tra la fine degli anni '80 e l'inizio degli anni '90, la prima formazione della band includeva: Jody Bleyle, chitarra, basso e voce; Kaia Wilson, chitarra, e voce; e Marcéo Martinez alla batteria. Al singolo di debutto, Hand Granade, pubblicato dalla Kill Rock Stars nel 1994, fa seguito Personal Best, il loro primo album, uscito nel gennaio del 1995 grazie ad una coproduzione delle etichette indipendenti Chainsaw Records e Candy Ass Records. Captain My Captain, secondo album della band, uscito nel 1996 per le stesse etichette, vede anche la sostituzione del batterista Marcéo Martinez con Melissa York.
Dopo Captain My Captain, Kaia Wilson e Melissa York lasciarono le Team Dresch per formare la band The Butchies, mentre Donna Dresch e Jody Bleyle continuarono a registrare nuovo materiale con l'aggiunta del nuovo membro Amanda Kelley e con Marcéo Martinez ancora una volta alla batteria. Nel 1998, la band decise quindi di sciogliersi, soprattutto per volere della Dresch sempre più coinvolta nella gestione della sua etichetta discografica indipendente Chainsaw Records, attiva sin dai primi anni '90.

## Formazione
- Jody Bleyle: voce, basso, chitarra
- Donna Dresch: chitarra
- Kaia Wilson: chitarra, voce
- Marcéo Martinez: batteria
- Melissa York: batteria

## Discografia
Album in studio
- 1995 - Personal Best
- 1996 - Captain My Captain

Raccolte
- 2019 - Choices, Chances, Changes: Singles & Comptracks 1994-2000

Singoli
- 1994 - Hand Grenade / Endtime Relay / Molasses In January
- 1996 - Take On Me split with Bikini Kill
- 1996 - What Can A Lover Do? split with F-80, Shove, and Dahlia Seed
- 1998 - It's A Conversation split with Longstocking
- 1998 - The New Team Dresch V 6.0 Beta
- 2000 - Temporary Insurance split with The Automaticons
- 2019 - Your Hands in My Pockets